# Punta Gorda (Montevideo)
Punta Gorda es uno de los 62 barrios oficialmente reconocidos de Montevideo, capital de Uruguay. Comprendido políticamente en el Municipio E, es una zona residencial situada sobre la costa del Río de la Plata y a pocos kilómetros del centro de la ciudad. Está ubicado entre los barrios de Malvín y Carrasco, este último separado por la avenida Bolivia.
La Plaza Virgilio, renombrada en los años 1970 como Plaza de la Armada, es el principal ícono barrial. 
Una de las construcciones históricas más importantes del barrio es el Molino de Pérez, dentro del Parque Lineal Eugenio Baroffio.

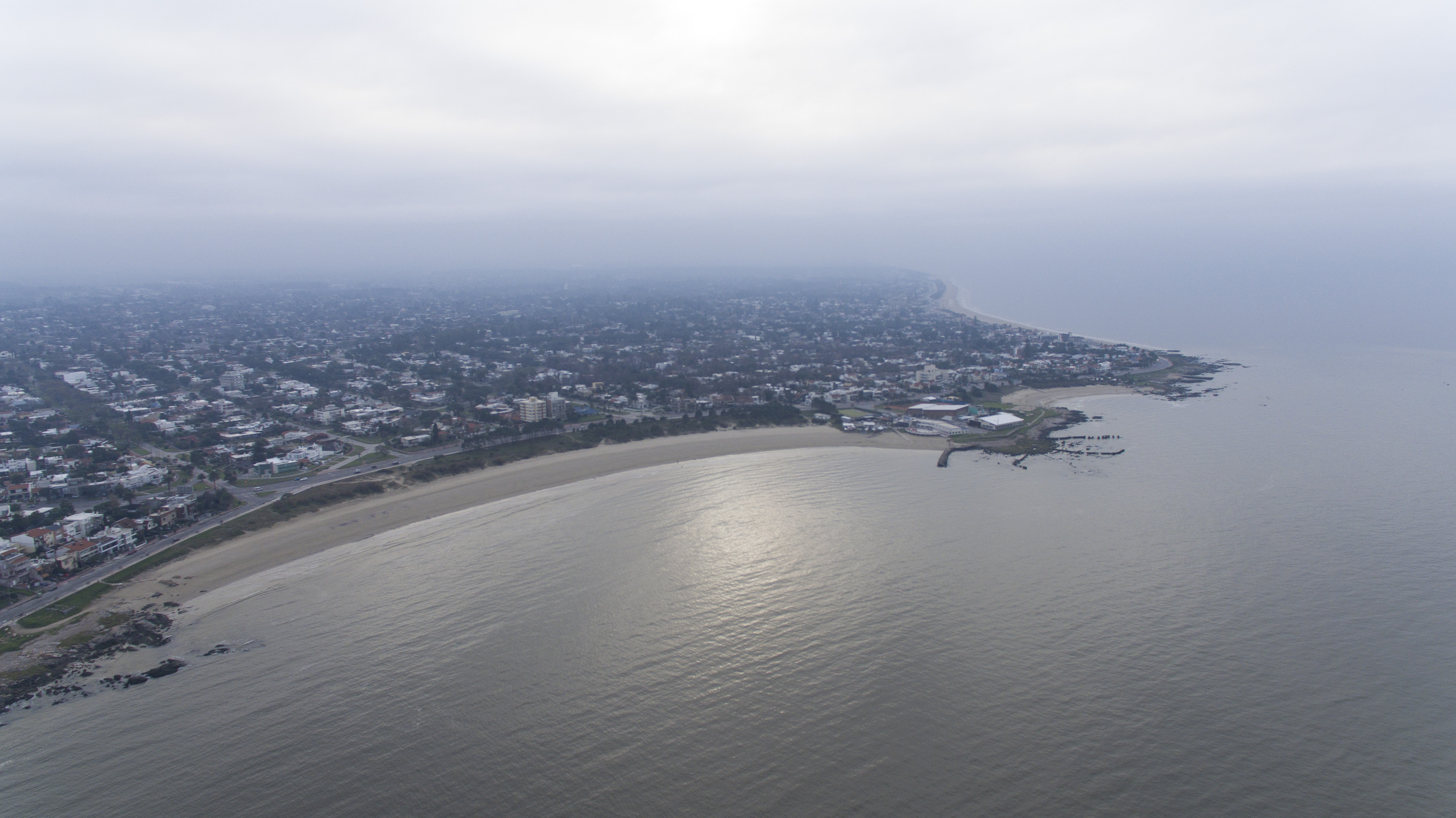
Playa Punta Gorda, vista aérea, Montevideo, Uruguay

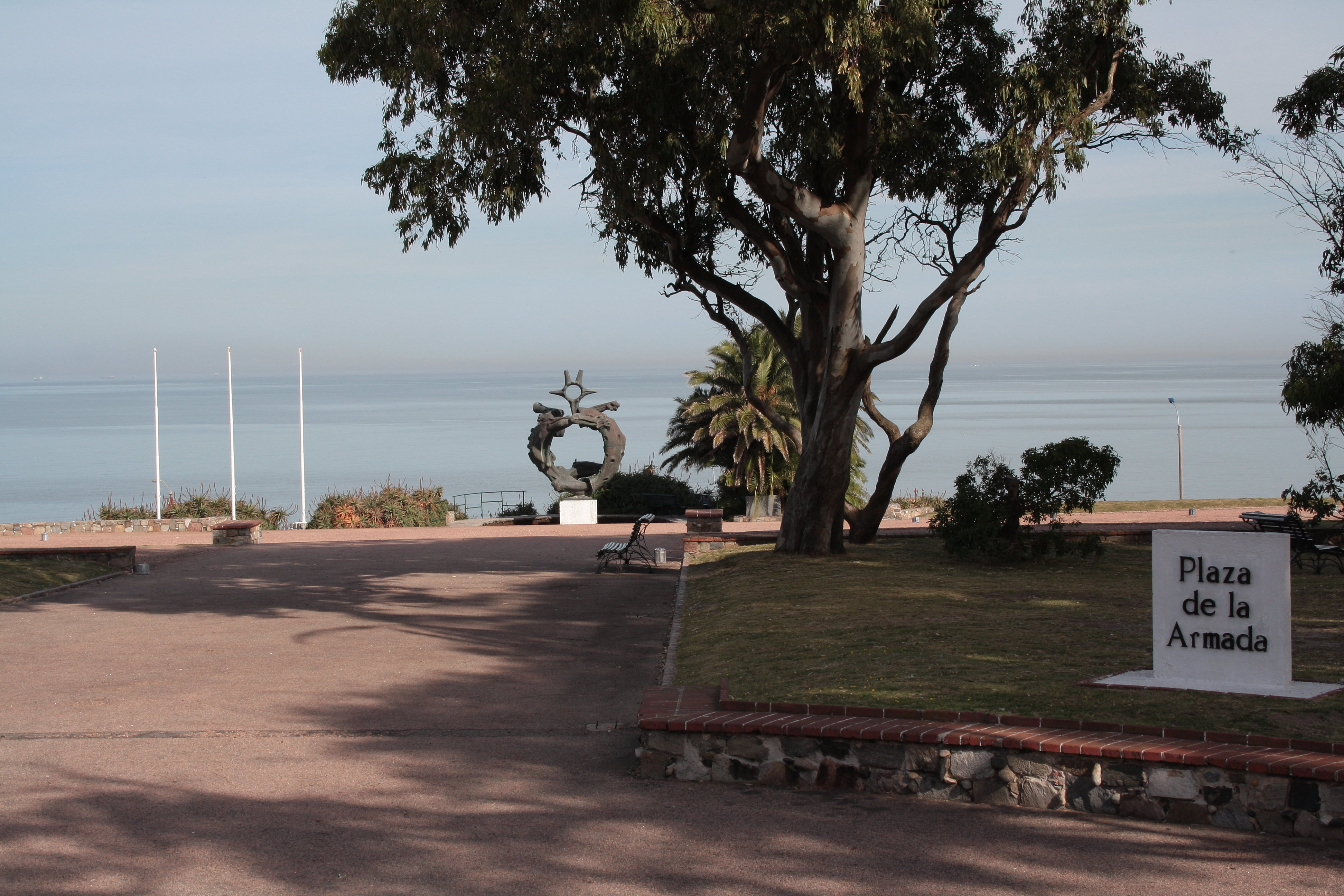
Plaza de la Armada o Virgilio

## Sitios de interés

### Plaza de la Armada
La Plaza de la Armada o Plaza Virgilio, situada en una amplia punta de la costa, se suma al grupo de espacios públicos de curiosa conformación. Tiene características más cercanas a un Parque que a una Plaza. Los límites son muros bajos, fajas de árboles o los imprecisos barrancos, algunos suaves y otros de cortes más dramáticos. Al borde mismo del barranco sur, se yergue la enigmática escultura realizada por el artista plástico hispano uruguayo, Eduardo Diaz Yepes. El monumento-escultura en honor a los caídos en Actos de Servicio de la Armada, es un gran bronce de concepción abstracta, que representa el conmovedor momento de la muerte. En dicha obra son representados animales marinos y las manos de un hombre aferrándose a la masa sin forma. La situación privilegiada de esta Plaza hace de ella un paseo tranquilo y con cualidades paisajísticas únicas.

### Molino de Pérez

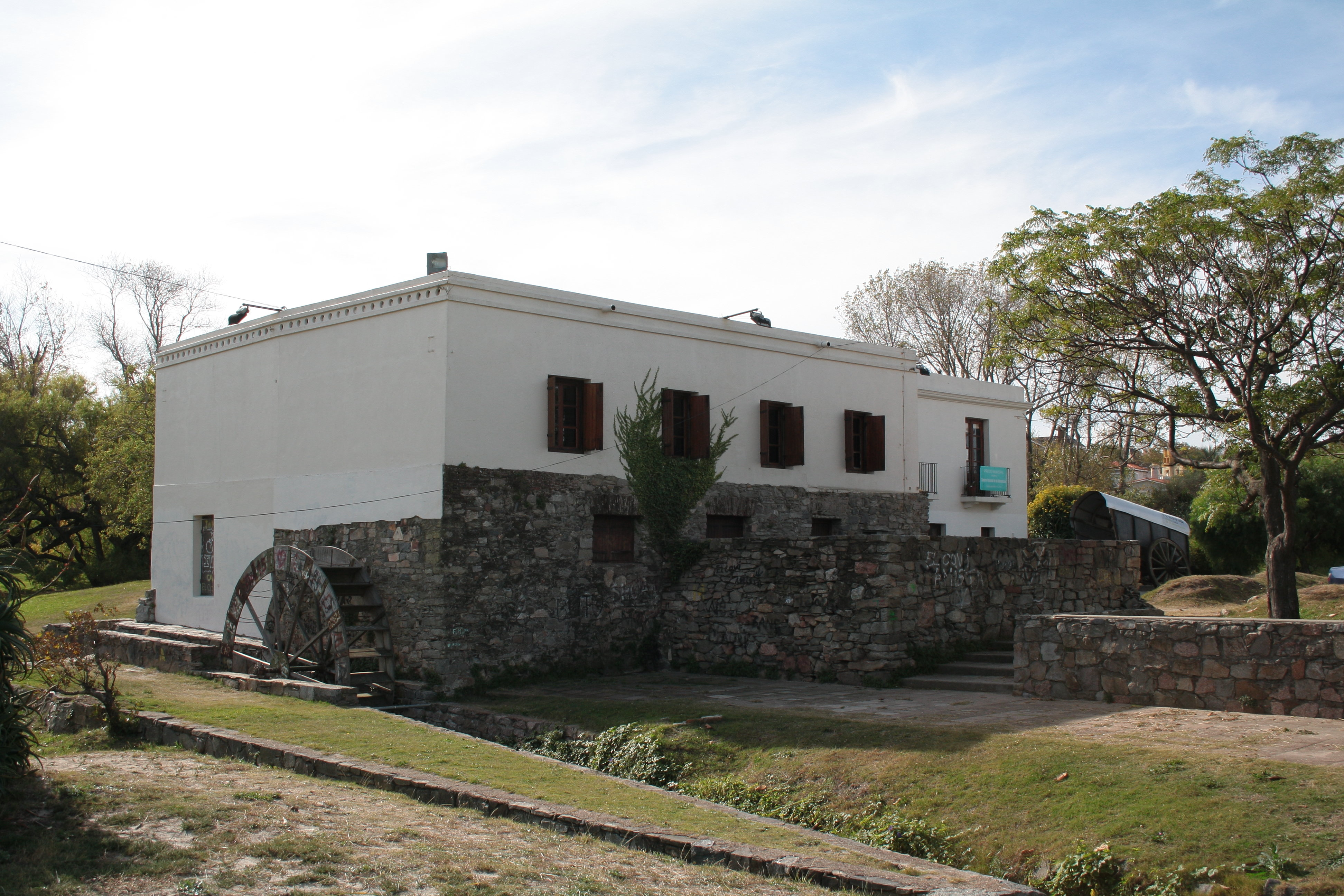
Molino de Pérez.

Ubicado cerca de la costa y junto al límite con Malvín, el Molino de Pérez cuenta con una rica historia. La construcción de piedra, asentada en morteros de cal y arena —la actual planta baja— fue realizada entre 1780 y 1790. Era el paraje más alejado de la ciudad dentro de los límites naturales de Montevideo. En 1836 fue adquirido por uno de los comerciantes más poderosos de la época, Juan María Pérez, para transformarlo en una industria productiva como molino. Juan María Pérez, además, había sido uno de los constituyentes de 1830. Recién en 1840 el lugar comenzó a funcionar como industria de molienda.
Se encuentra ubicada debajo de las barrancas de Punta Gorda, en lo que hoy se conoce como el pasaje Veltroni, cercano a la rambla O'Higgins, frente a la Playa Honda. Actualmente es parte del Parque Arquitecto Eugenio Baroffio. 
Luego de la muerte de su propietario, el molino continuó funcionando a cargo de José Acossano hasta 1895. Fue semidestruido por efecto de las grandes lluvias de 1895 que provocaron inundaciones de tal magnitud, que causaron la salida de su cauce de la laguna del parque Durandeau —hoy Parque Fructuoso Rivera. Entonces, se abrió un canal que arrojó las aguas hacia el arroyo que llegaba al molino. La fuerza de ésta causó daños en su rueda y lo inundaron. 
A partir de ese accidente el molino fue utilizado como descanso. Hacia 1950 su rueda fue restaurada por Horacio Arredondo, reproduciendo la que subsiste en un molino en Abra de Perdomo, Maldonado. Las muelas de piedra, que aplastaban la semilla a su paso, son las originales. De hecho, lo mejor, lo más atractivo del edificio, tal como se lo conoce ahora, es la maquinaria del molino.
El edificio tiene dos niveles. El entrepiso es de madera y la restauración de 1950 le incorporó entablonados y aberturas, ante la imposibilidad de encontrar materiales originales.
Entre sus visitantes se contaron el célebre pintor Pedro Figari y su hermano, los señores Domingo Arena, José Batlle y Ordoñez, Julio Guani, Juan Campistegui y Juan Pedro Castro. Algunos de los asiduos visitantes en épocas más actuales han sido: músicos como los Fatorusso, la comparsa La Gozadera, escritores como Miguel Kertesz.
En febrero de 2017 la Intendencia de Montevideo, da en  concesión por un plazo de diez años el predio a la Fundación Gonzalo "Gonchi" Rodríguez. En agosto del mismo año los vecinos del lugar, y en desacuerdo con el proyecto propuesto por la Fundación logran que la Intendencia revierta la resolución y deje sin efecto la concesión otorgada. Por tanto el predio vuelve a ser administrado por esta.